# Gold Collection Vol. II
Gold Collection Vol. II – druga kompilacja polskiego rapera Karramby wydana w 1999 roku przez wytwórnię Star Maker wraz z kompilacją Gold Collection Vol. I w formie CD. Album zawiera utwory z lat 1996–1999.

## Lista utworów
| Nr | Tytuł                         | Czas | Rok  | Wykonawcy                   | Oryginalny album                |
| -- | ----------------------------- | ---- | ---- | --------------------------- | ------------------------------- |
| 1  | Karramba Oszalał!!?           | 4:10 | 1998 | Karramba                    | KaRRamba...oszalał!!?           |
| 2  | Baltazar Drugi                | 5:16 | 1997 | Karramba                    | KaRRamba...oszalał!!?           |
| 3  | Baltazar... Czyżby Czwarty??? | 0:57 | 1997 | Karramba                    | KaRRamba...oszalał!!?           |
| 4  | Baltazar V                    | 4:43 | 1998 | Karramba                    | Los Vatos Locos II – Hard Mixxx |
| 5  | No Drugs                      | 4:18 | 1997 | Karramba                    | KaRRamba...oszalał!!?           |
| 6  | Los Vatos Locos II            | 4:53 | 1998 | Karramba                    | Los Vatos Locos II – Hard Mixxx |
| 7  | Gówno O Mnie Wiesz!           | 4:28 | 1998 | Karramba                    | Los Vatos Locos II – Hard Mixxx |
| 8  | Miky                          | 3:26 | 1997 | Karramba                    | KaRRamba...oszalał!!?           |
| 9  | Karramba Lajf                 | 7:29 | 1997 | Karramba                    | Los Vatos Locos                 |
| 10 | Lilly                         | 3:20 | 1997 | Karramba                    | KaRRamba...oszalał!!?           |
| 11 | Karramba Rap (video mix)      | 4:01 | 1996 | Karramba, Remigiusz Adekoya | Boom! Bang!                     |
| 12 | Przykazanie Juniora           | 3:33 | 1997 | Karramba, Remigiusz Adekoya | KaRRamba...oszalał!!?           |
| 13 | Karramba Rap II               | 4:04 | 1998 | Karramba                    | Los Vatos Locos II – Hard Mixxx |
| 14 | Lubię...                      | 3:58 | 1996 | Karramba                    | Boom! Bang!                     |
| 15 | Boom!!! Shake The Room        | 3:53 | 1997 | Karramba                    | KaRRamba...oszalał!!?           |